# Carijona jezik
Carijona jezik (ISO 639-3: cbd; carihona, hianacoto-umaua, karijona, omagua, umawa), indijanski jezik kojim govori oko 140 ljudi (1993 SIL) iz plemena Carijona. Pripada karipskoj porodici i užoj južnokaripskoj skupini. Govori se u području rijeke Yarí, gornjeg Vaupés i donjeg toka Caquetá, odnosno južno od Mirafloresa oko Puerto Nare.
Prema M. Durbinu Hianacoto-Umaua i Carijona Indijanci govore dva različita jezika, a ove dvije skupine odavno nisu u kontaktu. Žene se i s pripadnicima drugih plemena. U upotrebi je i Španjolski.

## Vanjske poveznice
- Ethnologue (14th)
- Ethnologue (15th)